# María Rodríguez Soto
María Rodríguez Soto (n. Barcelona, 1986) es una actriz de teatro, cine y de televisión española. Licenciada en arte dramático en el Instituto del Teatro de Barcelona, hizo cursos en el Colegio del Teatro, en la Escuela Timbal y en el Conservatorio Superior de Música del Liceo.
Su incursión en el cine fue con Las niñas tontas no juegan solas de Toni Carrizosa (2003) y en el teatro en 2006 con Un quart de quatre de matinada de Marc Artigau. Desde 2012 alternó la carrera teatral con la televisión, cuando debutó en la serie Kubala, Moreno i Manchón, de TV3, y en la película Animals de Marçal Forés. En televisión ha trabajado en series de la televisión de Cataluña (TV3), y además, ha aparecido en papeles de series españolas de éxito como El tiempo entre costuras y El ministerio del tiempo, donde interpreta a Enriqueta Martí.
En su primera película como protagonista, Els dies que vindran (2019), ganó el Premio Gaudí a la mejor actriz, la Biznaga de Plata a la mejor actriz en el Festival de Málaga de 2019 y el premio a la mejor actriz en el Festival de Cine de España de Toulouse.Con su interpretación en Mamífera (2024) dirigida por Liliana Torres recibió el premio a Mejor Interpretación en el Festival SXSW, Austin, Texas; el premio a Mejor Actriz en el Festival Lost Weekend, Winchester, Virginia; premio a Mejor Interpretación en el ZABAIKALSKY International Film Festival, Rusia. Además de una nominación para la siguiente edición de los Premis Gaudí por Mejor Actriz Principal.
Durante el 2024 también ha estrenado Casa en flames, dirigida por Dani de la Orden, por la cual ha recibido nominaciones en la categoría de Mejor Actriz de Reparto en los Premios Feroz y los Premis Gaudí.

## Cine
- Animals (2012) de Marçal Forés
- 100 metres (2015) de Marcel Barrena
- Els dies que vindran (2019) de Carlos Marques-Marcet
- La hija de un ladrón (2019) de Belén Funes
- El practicante (2020) de Carles Torras
- Libertad (2021) de Clara Roquet
- Llobàs (2022) de Pau Calpe
- Mamífera (2023) de Liliana Torres Expósito
- Casa en flames (2023) de Dani de la Orden

## Televisión
- Kubala, Moreno i Manchón (2012)
- El tiempo entre costuras (2014)
- El cafè de la Marina (telefilm, 2014)
- 13 dies d'octubre (telefilm, 2015)
- El ministerio del tiempo (2016)
- Benvinguts a la família (2018)
- Les molèsties (2017-2020)
- Com si fos ahir (2017-2020)
- Los herederos de la tierra (2022)
- Las de la última fila (2022)

## Teatro
- Las niñas tontas no juegan solas (2003) de Toni Carrizosa, ESCAC
- Un quart de quatre de matinada (2006) de Marc Artigau, Instituto del Teatro
- Camí de Damasc (2007) d'August Strindberg. Dir. Teresa Vilardell
- Zoraida o Isabella. Comedia dell'Arte (2007) Dir. Asun Planas
- Vides privades (2008) de Noël Coward. Versión y dirección de Jordi Prat Coll. Sala La Planeta de Gerona
- La festa (2009) de Jordi Prat Coll, Casino de Gerona
- El día antes de la Flor (2009) de Pablo Rosal
- La marca preferida de las hermanas Clausman (2010) de Victoria Szpunberg. Dir. Glòria Balañà. Teatro Tantatantana.
- Mathilde (2010) de Véronique Olmi. Dir. Gerard Iravedra.
- La gavina (2010) de Antón Chéjov. Versió de Martin Crimp. Dir. David Selvas. CAER-Bitò Produccions. La Villarroel. Grec 2010;
- Misteri de dolor (2010) d'Adrià Gual. Teatro Nacional de Cataluña
- L'Habitació Blava, (2012) de David Hare. Dir. David Selvas y Norbert Martínez
- Roberto Zucco (2013) de Bernard Marie Koltes. Dir. Julio Manrique
- Enric V (2014) de William Shakespeare. Dir. Pau Carrió
- Llarg Dinar de Nadal (2014) de Thornton Wilder. Dir. Alberto Díaz
- Hamlet (2016) de William Shakespeare. Dir. Pau Carrió
- Sopa de Pollastre amb Ordi (2018) de Arnold Wesker. Dir. Ferran Utzet
- Una gossa en un descampat (2018) de Clàudia Cedó. Dir. Sergi Belbel
- El Temps que Estiguem Junts (2019) Dir. y Autoría de Pablo Messiez
- Les Tres Germanes (2021) de Txékhov. Dir. Julio Manrique
- Mare de Sucre (2021) Dir. y Autoría de Clàudia Cedó
- Crim i Càstig (2022) de Fiódor Dostoyevski. Dir. Pau Carrió
- L'Illa Deserta (2023) Dir. y Autoría Marc Artigau
- Els Criminals (2024) de Ferdinand Bruckner. Dir. Jordi Prat I Coll

## Premios y nominaciones
Premios Goya
| Año  | Categoría                                | Película       | Resultado |
| ---- | ---------------------------------------- | -------------- | --------- |
| 2025 | Mejor interpretación femenina de reparto | Casa en llamas | Nominada  |

Premios Feroz
| Año  | Categoría               | Película       | Resultado |
| ---- | ----------------------- | -------------- | --------- |
| 2025 | Mejor actriz de reparto | Casa en llamas | Nominada  |